# Solana de Fonguera

La Solana de Fonguera, respecte del terme d'Abella de la Conca

La Solana de Fonguera, o Solà de Fonguera, és una solana del terme municipal d'Abella de la Conca, a la comarca del Pallars Jussà.
És a la dreta -nord- de la vall del barranc de Fonguera, al nord-est de l'Obaga de Fonguera, situada davant per davant a l'altra riba del barranc. És al sud-est de la vila d'Abella de la Conca, a ponent del Coll de Faidella i al sud-est de lo Tronxet. Juntament amb l'Obaga de Fonguera forma la partida de Fonguera. La seva continuïtat cap a llevant és la Solana dels Botants.
Comprèn les parcel·les 116 i 231 del polígon 2 d'Abella de la Conca; consta de 98,4270 hectàrees amb tota mena de terrenys, però amb predomini de conreus de secà i ametllerars. El seu límit nord és la partida de Carrànima, l'oriental, la de Faidella i la de l'Obaga de Fonguera, que també forma una part del límit meridional, l'occidental, la de Fonguera, i en el racó nord-oest, toca amb la partida de Fontanet.

## Etimologia
Es tracta de la part solana de la partida de Fonguera. És així, doncs, un topònim romànic modern de caràcter descriptiu.